# Roger de Salisbury
Roger (o Roger le Poer) (1065-1139) fue obispo de Salisbury, de origen normando, y el séptimo Lord Canciller de Inglaterra.

## Vida
Su primer cargo como eclesiástico fue en una pequeña capilla de Caen, en Normandía. Allí era llamado "Roger, sacerdote de la iglesia de Avranches, según el documento en el que se notifica su elección como obispo. El futuro rey Enrique I de Inglaterra, se mostró impresionado por la rapidez con la que Roger fue ascendiendo en la jerarquía eclesiástica.
Roger carecía de educación, pero mostraba buen talento para los negocios. Cuando Enrique I subió al trono, inmediatamente le nombró Lord Canciller (en 1101), cargo en el que permanecería durante un año, hasta fines de 1102. Eso se produjo porque el 29 de septiembre de 1102 Roger fue nombrado obispo de Salisbury, aunque no fue consagrado hasta el 11 de agosto de 1107, debido a las disputas que mantenían Enrique I y el Arzobispo Anselmo de Canterbury.
Durante la Querella de las Investiduras, Roger trató de obtener el favor tanto de uno como de otro. Mientras tanto, se dedicó íntegramente al trabajo administrativo, remodelando por completo algunos aspectos de Inglaterra. Por ejemplo, creó el Tesoro Público, el cual administraron él y su familia durante más de un siglo, obteniendo cada vez más riqueza y poder. Se convirtió en el primer hombre del país después del rey, y aunque no se le reconoció el cargo, de facto actuó como juez -en época de Enrique I nunca se le citó con tal cargo-.
Roger dirigió Inglaterra mientras Enrique I estuvo en Normandía, y lo hizo con éxito, pues obtuvo el visto bueno para su nombramiento como obispo de Guillermo de Corbeil. Tras la Batalla de Tinchebray, Roberto II de Normandía fue puesto bajo su custodia. Aunque Roger había jurado lealtad a Matilde de Inglaterra, desconfiaba de la Casa de Anjou, y se mostró cercano a Esteban de Blois, al cual apoyó en su ascenso en 1135 tras la muerte de Enrique I. Esteban le agradeció el gesto a él y a su hijo, Roger le Poer, el cual también fue Lord Canciller.
El rey declaró que si Roger quería la mitad del reino debería tenerlo, pero a la vez renegó de la tremenda influencia que él y su entorno tenían. De hecho, Roger se construyó en Devizes un espléndido castillo. Al igual que él, sus sobrinos construyeron castillos por toda la diócesis, a modo de "cordón de seguridad". En un concilio en junio de 1139, Esteban encontró un pretexto para demandar la entrega de los castillos, y como Roger y los suyos se negaron fueron arrestados. Después de un breve enfrentamiento, todos los castillos de Roger fueron capturados. Aun así, Enrique de Blois pidió la readmisión de Roger como obispo.
Tras cometer esos actos, al rey se le acusó de cometer crímenes imperdonables contra miembros de la iglesia. Esteban de Blois mantuvo una actitud desafiante, y las acusaciones no se concretaron en nada en concreto. En cualquier caso, esta pelea tuvo serias consecuencias en la fortuna personal del rey, que posteriormente sería como una suerte de venganza por lo cometido sobre Roger. Sin embargo, él no pudo verlo, pues falleció el 11 de diciembre de 1139.

## Parentesco
Roger tuvo varios familiares que participaron en la vida pública. Uno de sus sobrinos, Alexander de Lincoln, fue obispo de Lincoln en 1123. Otro de sus sobrinos, Adelelm, fue archidiácono de Dorsen. Otro sobrino más, Nigel de Ely, fue obispo de Ely. También tuvo un hijo, Roger le Poer, que como ya se ha dicho antes fue Lord Canciller (bajo el mandato del rey Esteban).
Por otro lado, el castillo que construyó en Devizes (Wiltshire) dinamizó la localidad, que se convirtió en un importante núcleo económico.